# 纪念中国人民抗日战争暨世界反法西斯战争胜利70周年大会
纪念中国人民抗日战争暨世界反法西斯战争胜利70周年大会，又称九·三阅兵，是在2015年9月中國抗日戰爭胜利70周年之际，于北京天安门广场举行的大型纪念活动，此次纪念活动的主要内容是阅兵仪式。
本次纪念大会也是习近平在2012年11月中共十八届一中全会上就任中共中央总书记、中央军委主席后第一次大规模的庆典活动。中共中央政治局常委、国务院总理李克强主持大会。此次阅兵是中华人民共和国建国以来的第15次大型阅兵，也是歷年來規模最大的一次。此前的14次阅兵都是在中华人民共和国国庆节期间进行的，此次阅兵是中华人民共和国首次选择在非国庆期间举行阅兵仪式，同时是中华人民共和国第一次以阅兵方式纪念中国抗日战争暨二战胜利。多位外国领导人也受邀出席阅兵仪式，包括俄罗斯总统普京和韩国总统朴槿惠等。
本次纪念大会主要安排曾参加过抗日战争、现在仍健在的老兵、支前模范和英烈子女代表参阅，以展示对抗战老兵和支前模范的敬重，对抗日英烈的敬仰。参阅部队从中国人民解放军7大军区、海军、空军、第二炮兵、武警部队、解放军四总部直属单位抽组。徒步方队是抗日战争中，由中国共产党领导的英模部队群体所在的现役部队代表。装备方队展示的装备为国产现役主战装备，其中大部分为首次亮相。同时，本次阅兵还邀请有关国家军队派代表和方队参加。另外，此次阅兵还安排了外国军队代表和国军老兵参阅。
本次阅兵还首次设计八路军、新四军、东北抗联、华南游击队等英模部队代表编组受阅。56名将军领队受阅是9月3日抗战阅兵的一大看点，这是阅兵式首次安排将军领队参阅。受阅部队官兵最高军衔是中将，这在中華人民共和國历次阅兵中也是从未有过的。另外，本次阅兵所展示的武器均为国产主战装备，其中84%是首次亮相，包括新型坦克、新型火炮、新型导弹、指挥信息系统和无人机等。

## 前期准备

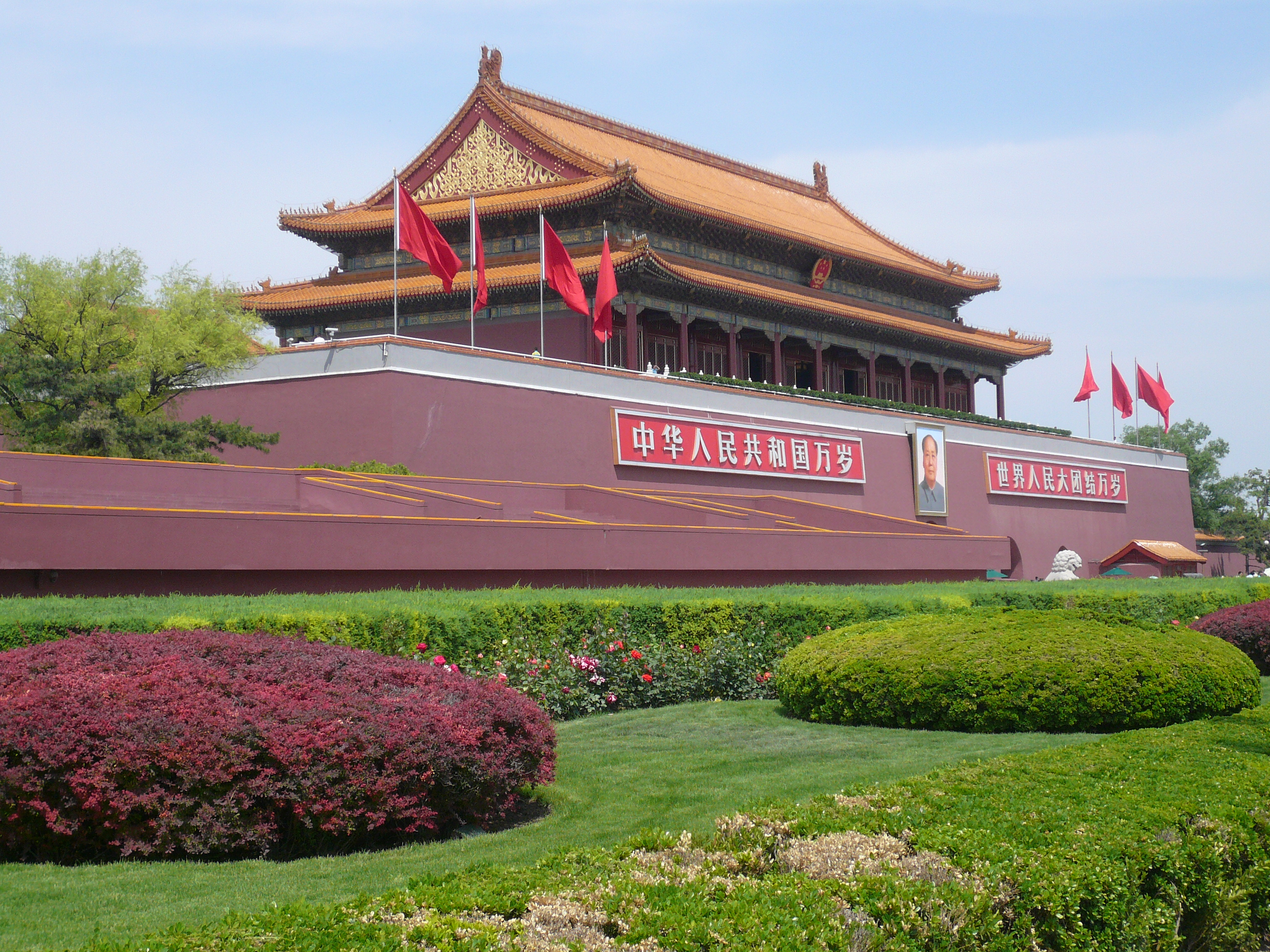
中华人民共和国历次大型阅兵仪式的举办地天安门暨天安门广场

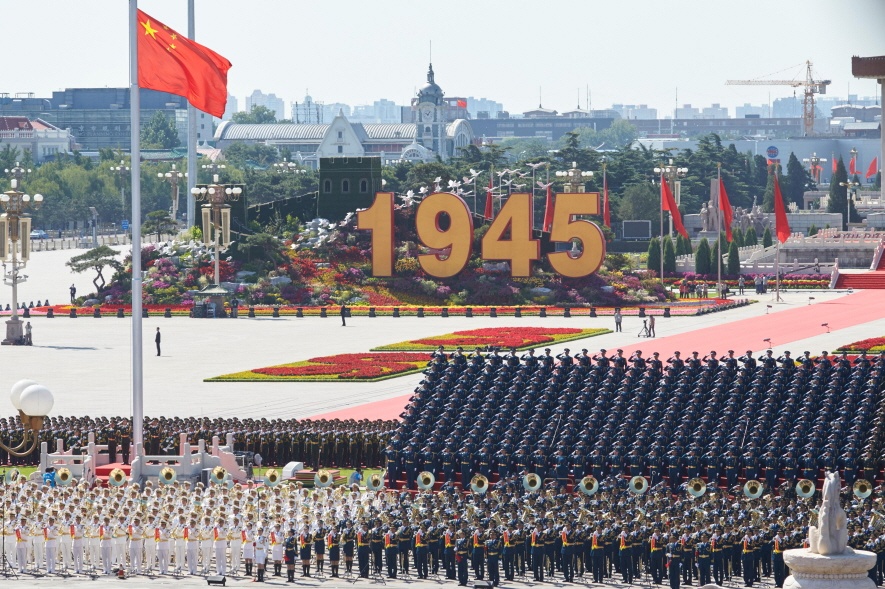
阅兵现场

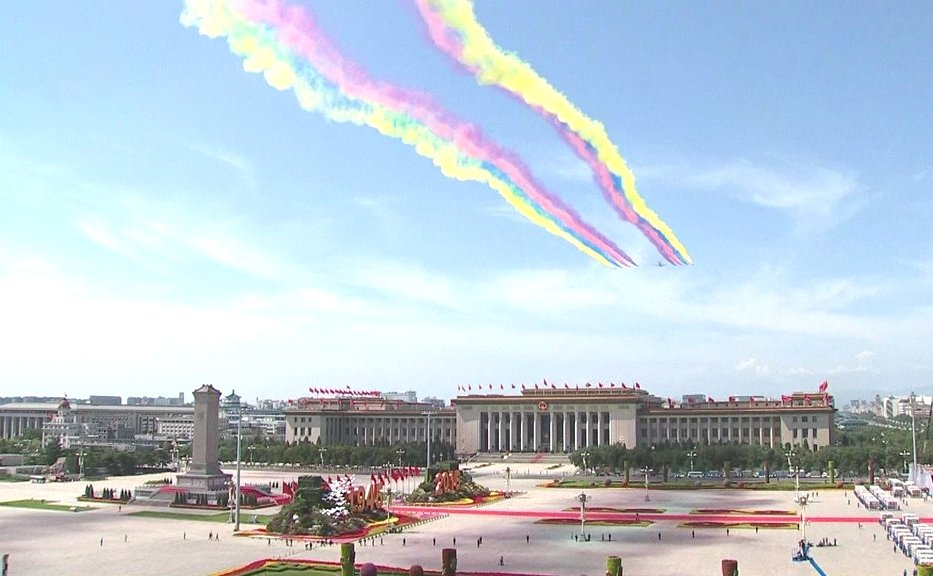
天安门广场

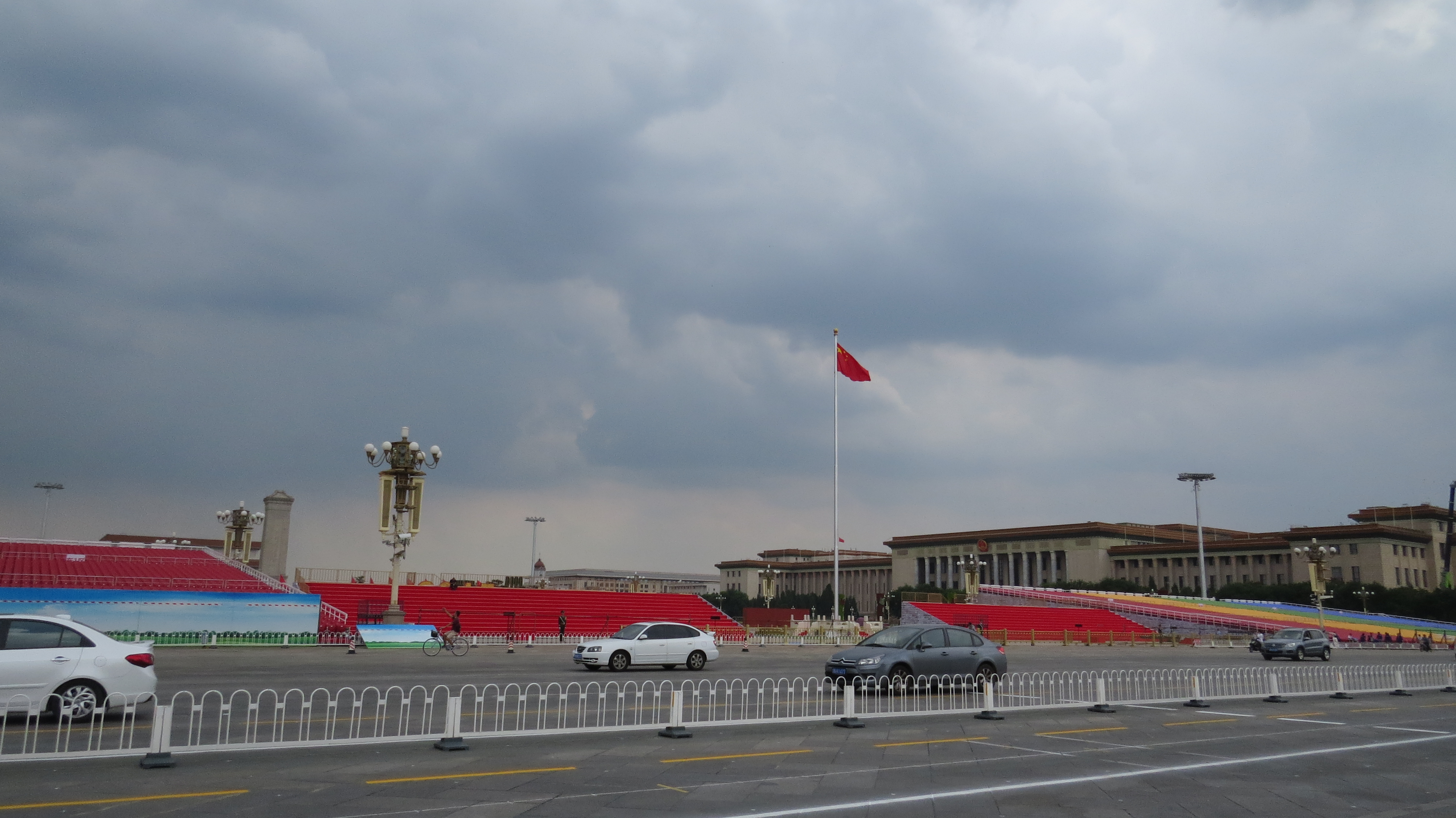
天安门广场上针对此次阅兵式搭建的临时观礼台

中国人民解放军三军仪仗队为阅兵进行演习操练

### 信息发布
2015年1月22日，时任公安部副部长兼北京市公安局局长傅政华副总警监在北京市“两会”新闻发布会上宣布：中国将于当年举行纪念中国人民抗日战争胜利70周年阅兵仪式。并表示本次阅兵式是2015年北京維安工作的重中之重。
2015年3月20日，外交部发言人洪磊确认将于本年9月3日在北京举行阅兵纪念抗日战争胜利70周年。2015年3月26日，国防部发言人耿雁生大校再次确认阅兵信息，并且会邀请相关国家的军队参加阅兵。
2015年5月10日，随同习近平访俄并出席2015年红场阅兵的中央军委副主席范长龙上将在和俄罗斯联邦国防部长绍伊古大将会谈时邀请俄羅斯政府派军队方阵出席当年9月在北京举行的阅兵式，绍伊古当场同意。
2015年5月13日，国务院发布通知：2015年9月3日（星期四）中国人民抗日战争胜利纪念日全国放假一天（以往并非法定节假日），与当9月4日，9月5日连休，当年9月6日（星期日）正常上班。
2015年6月23日，中共中央宣传部副部长王世明，阅兵领导小组办公室副主任、总参作战部副部长曲睿在国务院新闻办公室举行的新闻发布会上介绍了此次阅兵的详细情况。王世明称，此次阅兵将以中共中央、全国人大常委会、国务院、全国政协、中央军委名义在北京天安门广场举行，习近平总书记将出席并作讲话。此外，当日还将在北京举行招待会和文艺晚会。另外，当日还以中共中央、国务院、中央军委名义，为抗战老战士、老同志，抗战将领或其遗属颁发“中国人民抗日战争胜利70周年”纪念章。习近平总书记将亲自为这些人士颁发纪念章。另外，2015年中国大陆还将创作推出一批纪念二战胜利70周年舞台及影视文艺作品和出版物，中国人民银行将发行一套二战胜利70周年纪念币，国家邮政局也将发行一套二战胜利70周年纪念邮票。

### 工作准备
2015年4月10日，由山西北方机械制造有限责任公司为北京武警总队订造的在抗日战争胜利日阅兵式上使用的72门08式礼炮中的12门迎宾礼炮正式运抵北京。
2015年5月，有中国网友上传了一组中国国产武装直升机训练的照片，照片中的直-10和直-19在空中摆出“70”字样，被外界认为是为9月3日的阅兵式作准备。
本次阅兵的受阅部队集中训练时间为3个月。各受阅部队已进驻北京阅兵训练基地和周边机场，展开集中训练，主要是完成单方队训练和合练预演。
2015年9月2号上午，习近平亲自为健在的抗战老战士、老同志、抗战将领或其遗属颁发“中国人民抗日战争胜利70周年”纪念章。

## 流程

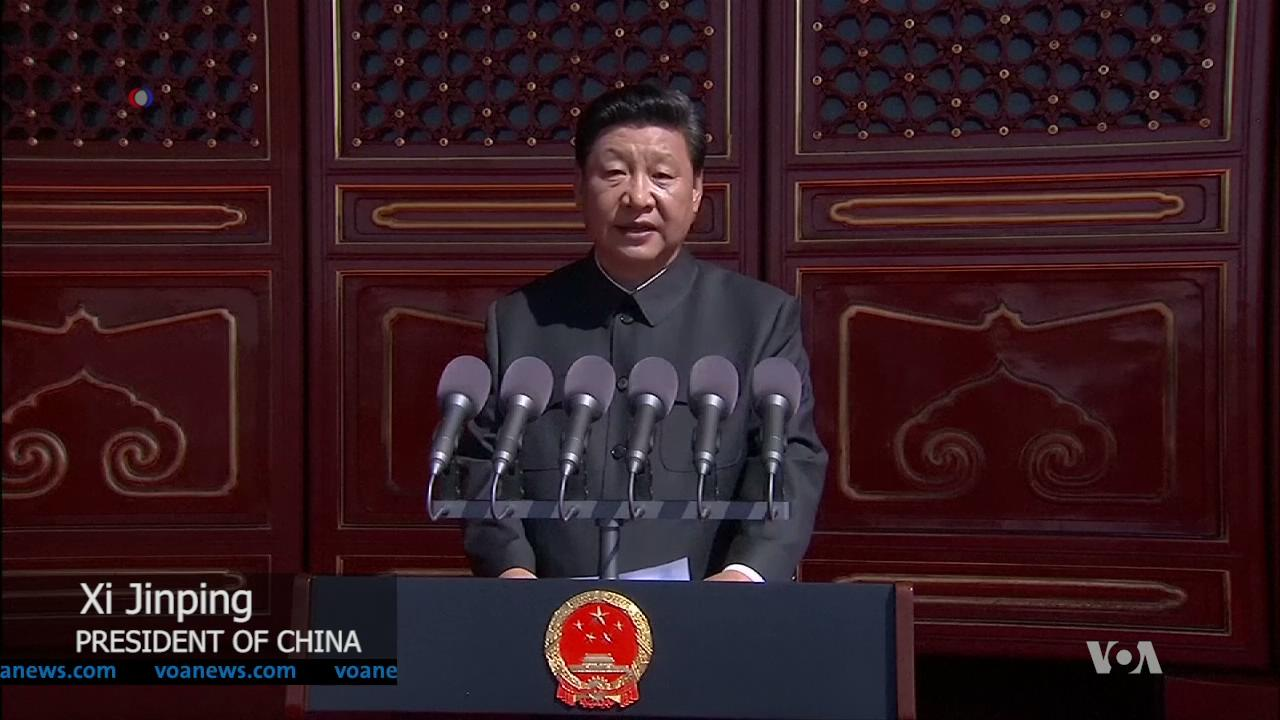
中共中央总书记、国家主席、中央军委主席习近平在阅兵式上致詞

9月3日上午，大会开始前，由解放军三军军校学员组成的合唱团先后合唱了多首脍炙人口的抗日救亡歌曲，包括《抗日军政大学校歌》《保卫黄河》《游击队歌》《太行山上》《强军战歌》等。
十點整，主持大会的中共中央政治局常委、国务院总理李克强在天安门城楼上宣布纪念大会开始。在轰鸣的礼炮声中，武警国旗护卫队的护旗手迈着正步走向升旗台。当日的升旗手为26岁的杨博，河北省邢台市临西县人，2010年10月开始担负升旗任务。
随后，全场肃立，升中华人民共和国国旗，奏唱中华人民共和国国歌。
中共中央总书记、国家主席、中央军委主席习近平致詞，其中宣布将会裁军30万人。

### 检阅式
10时19分许，阅兵开始。中共中央总书记、国家主席、中央军委主席习近平，乘红旗CA7600J检阅车，开始检阅受阅部队。首长乘车悬挂中华人民共和国国徽。
本次阅兵总指挥为北京军区司令员宋普选上将。阅兵总指挥乘车悬挂VA 01945号牌，备用检阅车悬挂VA 02015号牌。
习近平在检阅期间，向各方队问候“同志们好”“同志们辛苦了”，各方队回应“首长好”“为人民服务”；在返回途中，徒步方队高喊新时代强军目标“听党指挥、能打胜仗、作风优良”。

### 分列式
胜利日阅兵中方受阅部队共安排2个乘车方队、11个徒步方队，徒步方队编为1个护旗方队、3个端枪方队、7个挂枪方队。其中，2个乘车方队各由摩托车礼宾方队45名队员驾驶国产摩托车护卫；护旗方队由三军仪仗队207人组成；3个端枪方队和7个挂枪方队分别由10个英模部队方队各359人组成。

#### 乘车方队
| 方队名称                       | 参阅人员                                                           | 护卫人员                   |
| ------------------------------ | ------------------------------------------------------------------ | -------------------------- |
| 抗日老同志方队                 |                                                                    |                            |
| 抗战老兵和抗日英雄子女乘车方队 | 从大陆遴选的、目前健在的国共两党抗战老兵，中共和国民党抗日英烈后代 | 45名武警摩托车礼宾方队队员 |
| 抗战支前模范乘车方队           | 抗日战争支援前线模范代表                                           | 45名武警摩托车礼宾方队队员 |

#### 徒步方队
| 方队名称                         | 所属部队                                               | 领队                                                      | 方队旗帜 （番号旗、方队主荣誉旗、荣誉旗）                                                                  |
| -------------------------------- | ------------------------------------------------------ | --------------------------------------------------------- | --- |
| 中方徒步方队                     |                                                        |                                                           | |
| 陆海空三军仪仗队                 |                                                        |                                                           | 八一军旗                                                                                                   |
| “狼牙山五壮士”英模部队           | 陆军第65集团军 （北京军区）                            | 军长张海青少将 副军长赵冀鲁少将                           | 晋察冀军区 回民支队 马石山十勇士 狼牙山五壮士英模部队 青口十八勇士 郯城战斗模范连 长城中队                 |
| “平型关大战突击连”英模部队       | 陆军第16集团军 （沈阳军区）                            | 副军长吴亚男少将 参谋长黄铭少将                           | 八路军第一一五师 横扫边区十一连 刺杀优胜连 平型关大战突击连英模部队 铁的堡垒 百战百胜第三营 铁的连队       |
| “百团大战白刃格斗英雄连”英模部队 | 陆军第14集团军 （成都军区）                            | 副军长邓志平少将 副政委高伟少将                           | 山东军区 老虎营 伏击团 百团大战白刃格斗英雄连英模部队 同心同德气夺敌胆 无坚不摧 刺刀见红                   |
| “夜袭阳明堡战斗模范连”英模部队   | 陆军第31集团军 （南京军区）                            | 副军长林向阳少将 副军长洪江强少将                         | 八路军第一二九师 功劳排 黄崖洞保卫战英雄团 夜袭阳明堡战斗模范连英模方队 朱德警卫团 黄崖洞勇士连 模范党支部 |
| “雁门关伏击战英雄连”英模部队     | 陆军第1集团军 （南京军区）                             | 副军长王秀斌少将 副政委周夕根少将                         | 八路军第一二〇师 左权独立营 围困蟠龙模范连 雁门关伏击战英雄连英模部队 夜战模范连 青州连 战斗模范营         |
| “刘老庄连”英模部队               | 陆军第54集团军 （济南军区）                            | 济南军区装备部副部长刘卫星少将 第54集团军副军长夏俊友少将 | 新四军第一支队 田家会英雄连 梁山战斗英雄连 刘老庄连英模部队 百战百胜连 观杰中队 王老沟英雄连               |
| “攻坚英雄连”英模部队             | 陆军第21集团军 （兰州军区）                            | 副军长周建国少将 参谋长田福平少将                         | 新四军第一师 金刚钻 晋绥八分区模范连 攻坚英雄连英模部队 模范青年团 战斗英雄连 铁锤子                       |
| 东北抗联英模部队                 | 陆军第38集团军 （北京军区）                            | 第38集团军参谋长王印芳少将 北京军区政治部副主任王成蔚少将 | 东北抗日联军教导旅 即墨城第一连 何万祥连 东北抗联英模部队 势如破竹十九团 战斗先锋连 演马庄战斗模范连       |
| 华南游击队英模部队               | 陆军第75集团军 （广州军区）                            | 参谋长陈相文少将 副政委兼纪委书记祝运璇少将               | 琼崖纵队 铁七连 任长伦连 华南游击队英模部队 黄土岭功臣炮连 刺刀见红连 钢八连                               |
| 武警部队抗战英模部队             | 武警北京总队                                           | 副司令员徐平武警少将 副政委苟春燕武警少将                 | 陕甘宁晋绥联防军 杀敌英雄连 血战磨河滩钢铁连 武警部队抗战英模部队 战斗模范连 勇如猛虎连 攻守兼备连         |
| 外方徒步方队                     |                                                        |                                                           | |
| 阿富汗军队代表队                 | 阿富汗国民军仪仗队                                     | 阿卜杜·拉希姆中校                                         | |
| 白俄羅斯军队方队                 | 白俄罗斯武装力量仪仗队                                 | 卫戍司令格利采夫上校                                      | |
| 柬埔寨军队代表队                 | 柬埔寨王家军仪仗队                                     | 副队长英希上校                                            | |
| 古巴革命武装力量方队             | 古巴革命武装力量仪仗队                                 | 队长佩拉萨中校                                            | |
| 埃及武装力量方队                 | 埃及陆军、海军、空军及防空军人员                       | 仪仗队队长艾哈迈德·萨亚德上校                             | |
| 斐济军队代表队                   | 斐济战略司令部                                         | 拉图总军士长                                              | |
| 武装力量方队                     | 哈萨克斯坦某陆军旅                                     | 总参谋部军训部副部长阿尔季亚罗夫上校                      | |
| 军队方队                         | 吉尔吉斯斯坦国民禁卫军独立警备旅                       | 旅长达尼亚尔·伊萨科夫上校                                 | |
| 人民军代表队                     | 老挝人民军279团                                        | 连长孔·伟来鹏上尉                                         | |
| 墨西哥武装力量方队               | 墨西哥陆军英雄军事学院、空军学院和海军英雄军事学院学员 | 何塞中校                                                  | |
| 蒙古国武装力量方队               | 蒙古一般任务部队司令部和防空部队司令部                 | 总参谋部参谋哈什·额尔德尼中校                             | |
| 巴基斯坦武装力量方队             | 巴基斯坦陆海空三军人员                                 | 边防团长穆罕默德·泰耶博中校                               | |
| 塞爾維亞武装部队方队             | 塞尔维亚仪仗队                                         | 警卫营营长马尔科少校                                      | |
| 武装力量方队                     | 塔吉克斯坦国防部警卫团仪仗队                           | 马赫苏莫夫上校                                            | |
| 军队代表队                       | 瓦努阿图机动部队                                       | 消防中心指挥官鲍马·阿维亚中尉                             | |
| 委內瑞拉军队代表队               | 委内瑞拉陆军军官学校                                   | 埃尔南德斯学员                                            | |
| 俄羅斯武装力量方队               | 俄罗斯陆海空三军人员                                   | 第154独立警卫团连长德米特里大尉                           | |

#### 装备方队
5位中將乘車領隊受閱：北京军区副司令员白建军中将、海军副司令員田中海军中将、空军副司令员陈东空军中将、二炮副司令员吴国华中将、武警副司令员潘昌杰武警中将。
| 方队名称             | 受阅装备                                                                                   | 领队                                                 |
| -------------------- | ------------------------------------------------------------------------------------------ | ---------------------------------------------------- |
| 地面突击部队         |                                                                                            |                                                      |
| 坦克方队             | 5辆猛士越野车、22辆ZTZ-99A主战坦克                                                         |                                                      |
| 陆战队两栖突击车方队 | 18辆ZBD-05两栖突击车                                                                       | 海军南海舰队副参谋长李晓岩海军少将                   |
| 履带步兵战车方队     | 18辆ZBD-04步兵战车                                                                         | 第41集团军副军长李明少将                             |
| 空降兵步兵战车方队   | 18辆ZBD-03空降步兵战车                                                                     | 空降兵第15军副军长景涛空军少将                       |
| 反坦克导弹方队       | 16辆红箭-10反坦克导弹車发射车                                                              | 北京军区装备部李明少将                               |
| 自行火炮方队         | 16辆PLZ-05自行火炮                                                                         | 南疆军区副司令员柳林少将                             |
| 装甲突击车方队       | 18辆ZTL-11 105毫米輪式突擊车                                                               | 第54集团军副政委刘法峰少将                           |
| 轻型突击车方队       | 18辆猛士轻型装甲车                                                                         | 西藏军区副司令员唐建明少将                           |
| 反恐突击车方队       | 2辆猛士越野车、16辆猛士装甲车                                                              | 武警北京总队副政委孟鸣武警少将                       |
| 防空反导部队         |                                                                                            |                                                      |
| 高射炮方队           | 16辆PGZ-07自行高射炮                                                                       | 第39集团军副军长孙永波少将                           |
| 地空导弹第一方队     | 2辆猛士越野车、16辆红旗-9防空导弹发射车                                                    | 北京军区空军副参谋长刘明豹少将                       |
| 地空导弹第二方队     | 2辆猛士越野车、8辆红旗-12防空导弹发射车、4辆红旗-6A防空导弹发射车、4辆红旗-6A陸基730近防炮 | 兰州军区空军副参谋长潘国海少将                       |
| 海上攻防部队         |                                                                                            |                                                      |
| 舰空导弹方队         | 8辆红旗-10防空导弹发射车、8辆红旗-9防空导弹发射车                                          | 海军东海舰队副参谋长黄新建海军少将                   |
| 反舰导弹方队         | 8辆鹰击12反舰导弹发射车、8辆鹰击83反舰导弹发射车                                           | 海军北海舰队副司令员刘庚群海军少将                   |
| 岸舰导弹方队         | 2辆猛士越野车、16辆鹰击62反舰导弹发射车                                                    | 海军北海舰队副司令员周煦明海军少将                   |
| 战略打击部队         |                                                                                            |                                                      |
| 常规导弹第一方队     | 2辆猛士越野车、8辆东风-15C弹道导弹发射车、8辆东风-16弹道导弹发射车                         | 二炮某基地副司令员沈国强少将                         |
| 常规导弹第二方队     | 2辆猛士越野车、16辆东风-21D弹道导弹发射车                                                  | 二炮某基地司令员李军少将                             |
| 常规导弹第三方队     | 2辆猛士越野车、16辆东风-10巡航导弹发射车                                                   | 二炮某基地副参谋长李玉超少将                         |
| 核常兼备导弹方队     | 2辆猛士越野车、16辆东风-26弹道导弹发射车                                                   | 二炮某基地参谋长薛今峰少将                           |
| 核导弹第一方队       | 2辆猛士越野车、12辆东风-31A洲际弹道导弹发射车                                              | 二炮某基地政委王定放少将                             |
| 核导弹第二方队       | 2辆猛士越野车、4辆东风-5B洲际弹道导弹发射车                                                | 二炮某基地总工程师张明国少将                         |
| 信息支援部队         |                                                                                            |                                                      |
| 预警雷达方队         |                                                                                            | 空军某基地侯海涛空军少将                             |
| 无人机方队           |                                                                                            | 总参情報部副部長、国防部维和事务办公室主任李天天少将 |
| 指挥信息系统装备方队 |                                                                                            | 总参信息化部副部长安学少将                           |
| 后装保障部队         |                                                                                            |                                                      |
| 后勤保障方队         |                                                                                            | 总后武汉后方基地副司令员倪工少将                     |
| 装备保障方队         |                                                                                            | 总装通用装备保障部副部长王继东少将                   |
| 白求恩医疗方队       |                                                                                            | 解放军总医院政治部主任田鸥少将                       |

#### 空中编队
1位中将（空军副司令员郑群良空军中将）、2位少将（领航直升机驾驶员、总参陆航部副部长陶炳兰空军少将、歼-10A驾驶员、沈阳军区空军参谋长常丁求空军少将）受阅。
| 方队名称       | 受阅装备                                                       |
| -------------- | -------------------------------------------------------------- |
| 空中护旗方队   | 2架直-18和4架直-10、8架直-10和12架直-19组成“70”图案、7架初教-6 |
| 领队机梯队     | 1架空警-2000和8架八一飞行表演队的歼-10                         |
| 预警机梯队     | 1架空警-500、1架高新4号和4架歼-10、1架高新4号和4架歼-11        |
| 海上巡逻机梯队 | 1架空警-200和1架运-8警戒机和1架运-9电子侦察机、10架歼轰-7      |
| 轰炸机梯队     | 9架轰-6K                                                       |
| 加受油机梯队   | 2架轰-6U和4架歼-10                                             |
| 歼击机梯队     | 12架歼-11、15架歼-10                                           |
| 海军舰载机梯队 | 5架歼-15                                                       |
| 直升机梯队     | 27架直-9、18架直-19、18架直-10、7架直-8                        |

## 奏乐

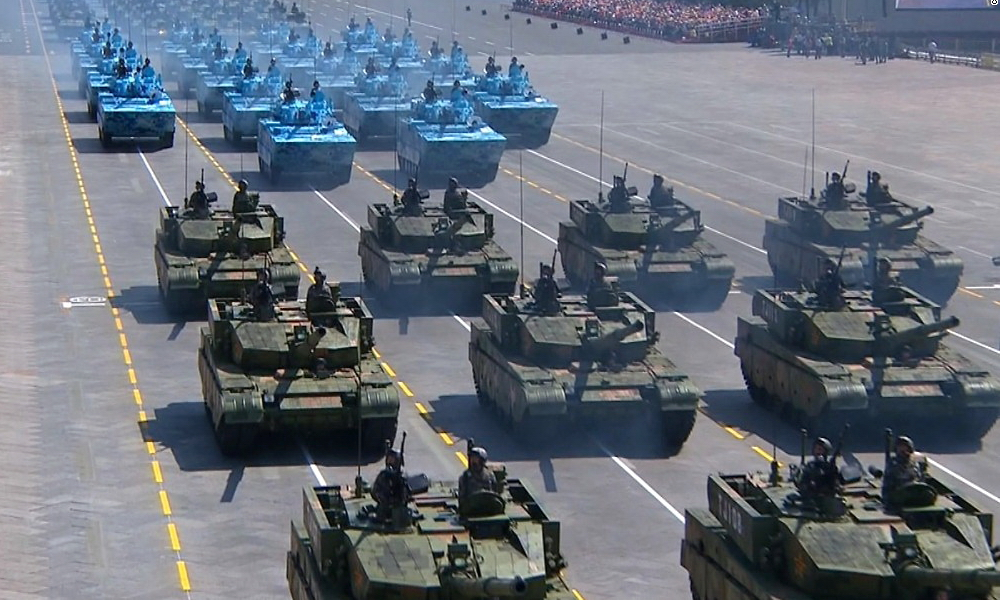
99A坦克於地面突击部队

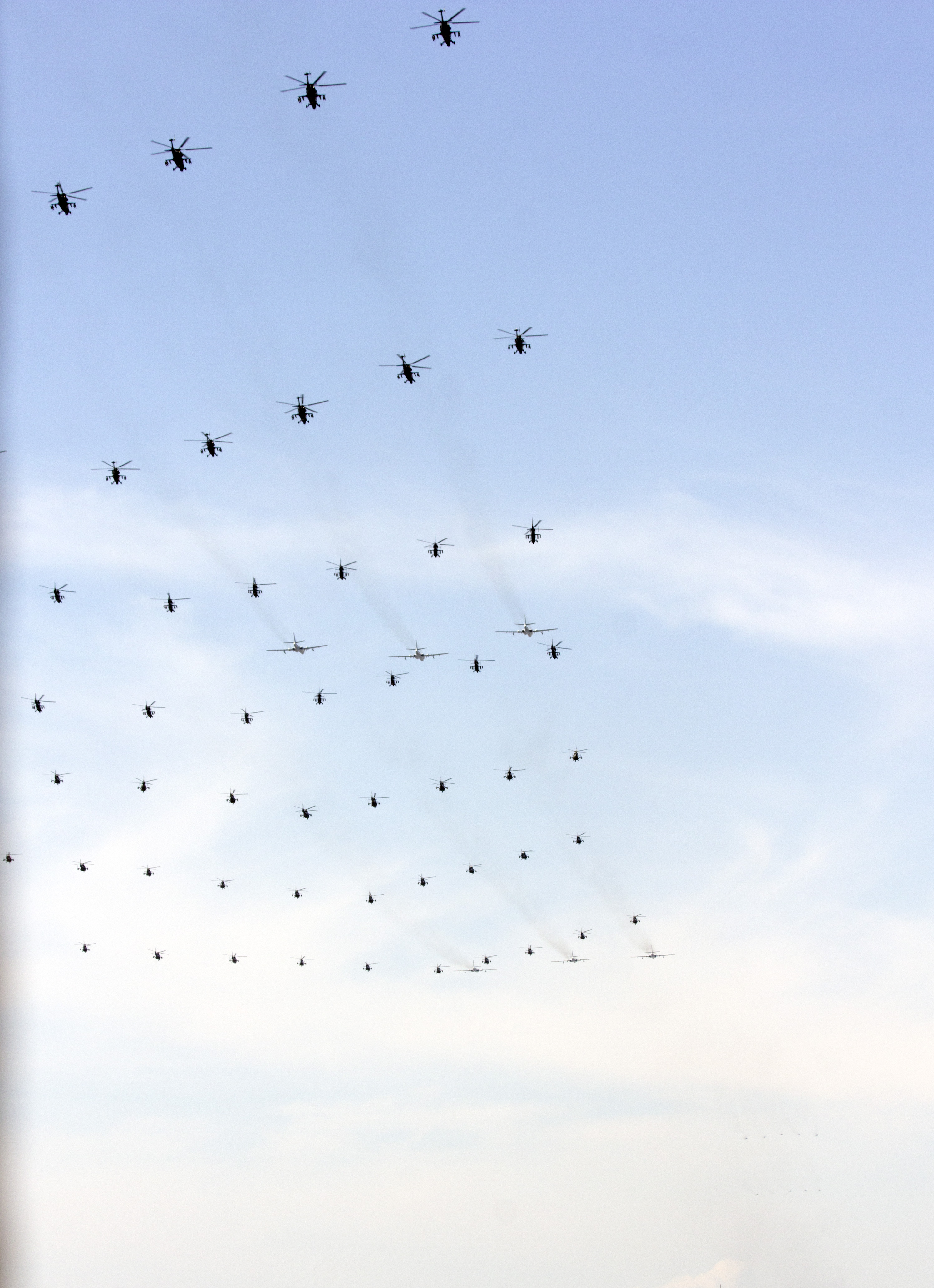
70架各式直升機編隊

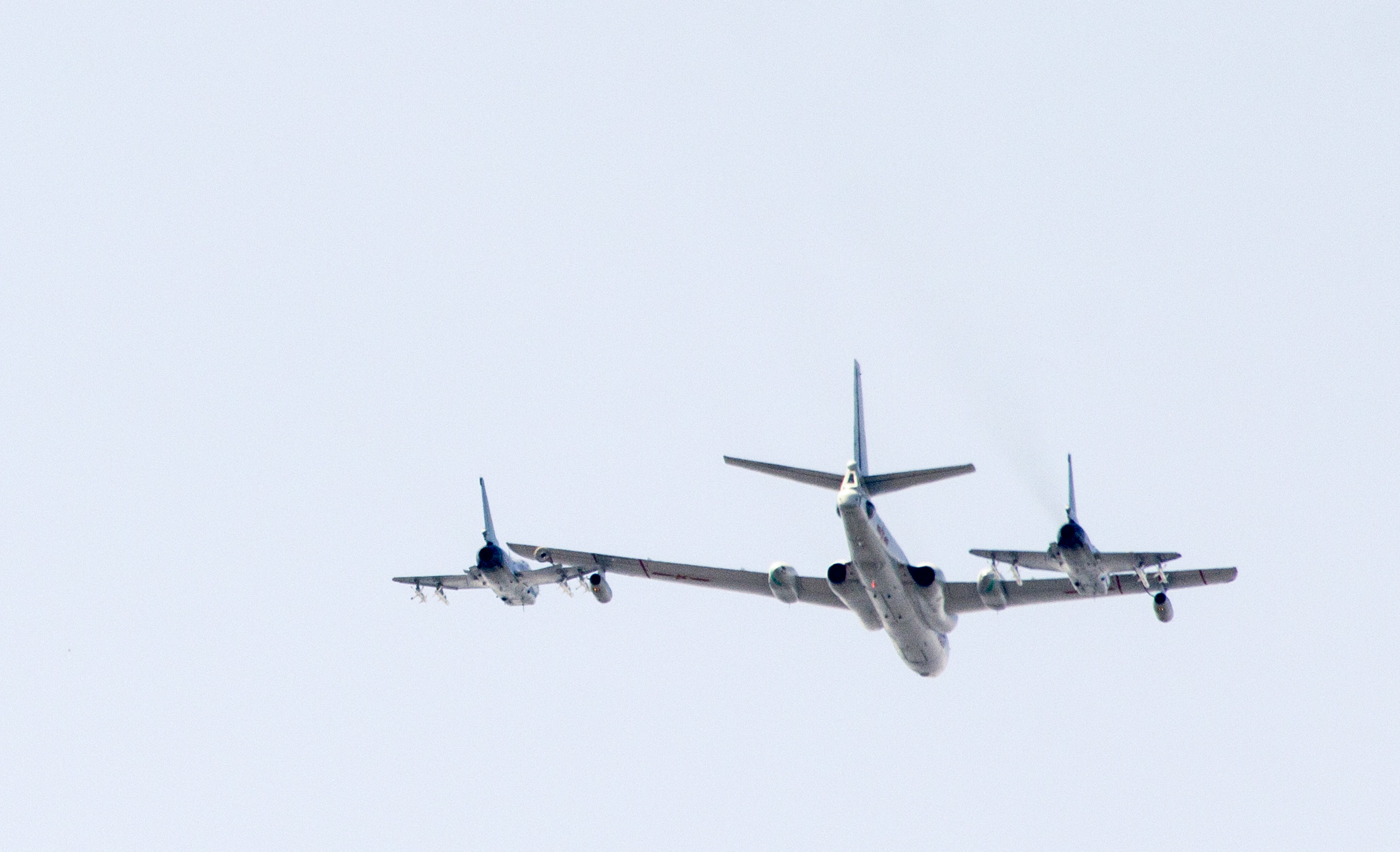
轟油六加油機和殲10的編隊

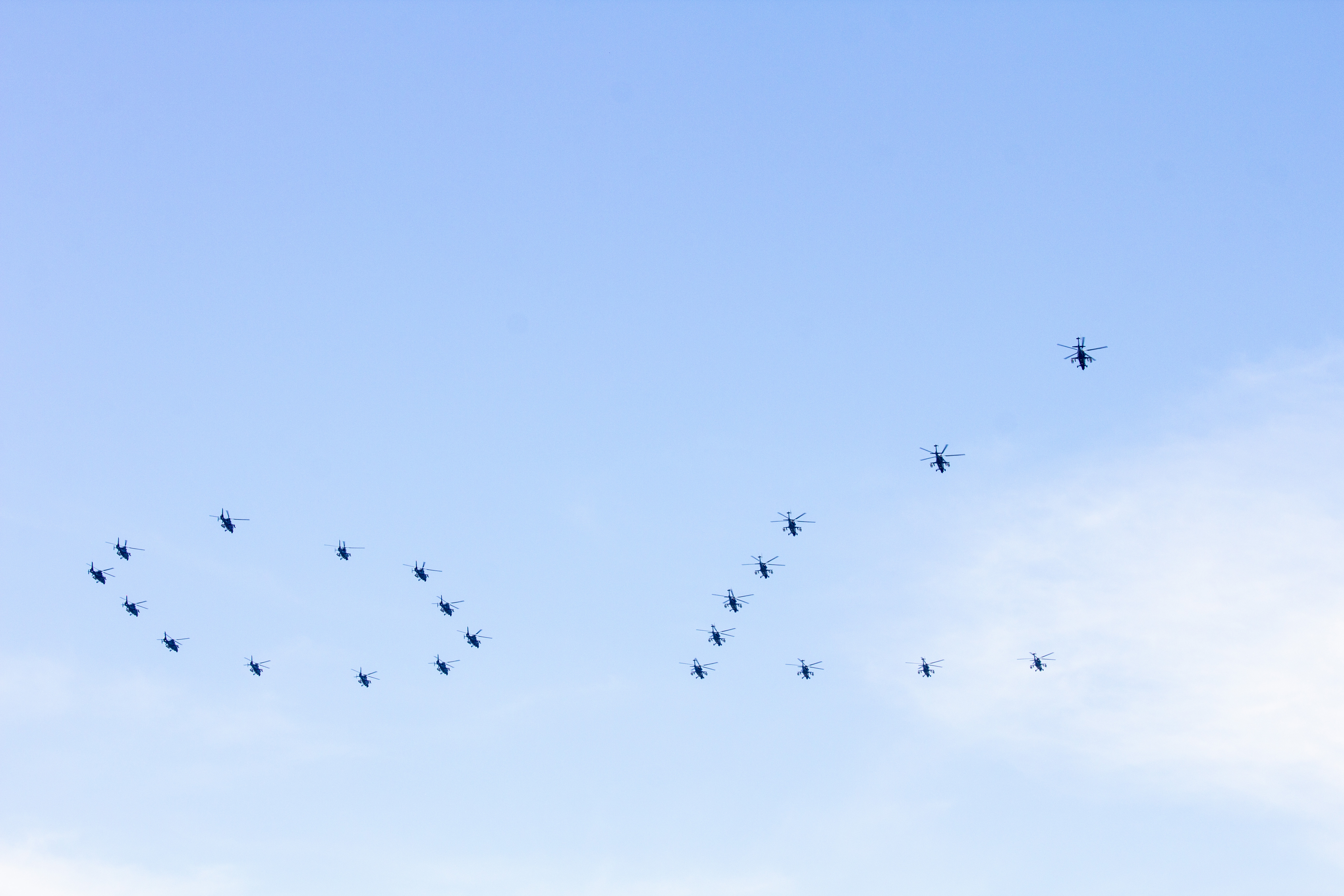
70字樣的編隊飛行

解放军联合军乐团指挥为张治荣、张海峰。
合唱团合唱（阅兵式正式开始前）
- 《抗日军政大学校歌》
- 《保卫黄河》
- 《游击队歌》
- 《在太行山上》
- 《强军战歌》

党和国家领导人和外国礼宾莅临礼台
- 《欢迎进行曲》

奏国歌
- 《义勇军进行曲》

检阅式
- 《阅兵号角》
- 《中国人民解放军进行曲》
- 《检阅进行曲》
- 《三大纪律八项注意》
- 《抗日军政大学校歌》
- 《胜利在召唤》
- 《走向海洋》
- 《光荣的凯旋》
- 《强军战歌》

合唱团合唱（习近平检阅完部队返回天安门城楼）
- 《人民军队忠于党》
- 《团结就是力量》

分列式
- 徒步分列式
  - 《分列式进行曲》
- 装备分列式
  - 《当那一天来临》
  - 《时代英豪》
  - 《忠诚卫士之歌》
  - 《军威进行曲》
  - 《人民海军向前进》
  - 《第二炮兵进行曲》
  - 《砺兵》
- 空中分列式
  - 《中国空军进行曲》
  - 《我们从古田再出发》

闭幕
- 《歌唱祖国》

## 参会嘉宾

### 中国共产党领导人
- 第十八屆中共中央政治局常務委員：习近平、李克强、张德江、俞正声、刘云山、王岐山、张高丽
- 第十八屆中共中央政治局委員：馬凱、王沪宁、刘延东、刘奇葆、许其亮、孙春兰、孙政才、李源潮、汪洋、张春贤、范长龙、孟建柱、赵乐际、胡春华、栗战书、郭金龙、韩正
- 原中共中央政治局常務委員：江泽民、胡锦涛、李鹏、朱镕基、李瑞环、吴邦国、温家宝、贾庆林、宋平、李岚清、曾庆红、吴官正、李长春、罗幹、贺国强[21]

### 重要外宾
以下名单以国务院新闻办公室发布为准：
外国领导人（30位）
- 俄罗斯总统普京
- 韩国总统朴槿惠
- 白俄罗斯总统卢卡申科
- 波斯尼亚和黑塞哥维那主席团輪值主席乔维奇
- 柬埔寨国王西哈莫尼
- 捷克总统泽曼
- 刚果民主共和国总统卡比拉
- 埃及总统塞西
- 哈萨克总统纳扎尔巴耶夫
- 吉尔吉斯总统阿塔姆巴耶夫
- 塔吉克总统拉赫蒙
- 乌兹别克总统卡里莫夫
- 老挝人民革命党总书记兼老挝国家主席朱马里
- 蒙古总统额勒贝格道尔吉
- 缅甸总统登盛
- 巴基斯坦总统侯赛因
- 巴布亚新几内亚总督奥吉奥（英语：Michael Ogio）
- 塞尔维亚总统尼科利奇
- 南非总统祖马
- 苏丹总统巴希尔
- 东帝汶总统鲁瓦克
- 委内瑞拉总统马杜罗
- 越南共产党中央政治局委员、越南国家主席张晋创
- 埃塞俄比亚总理海尔马里亚姆
- 瓦努阿图总理基尔曼
- 阿根廷副总统兼参议院议长阿马多·布杜
- 古巴共产党中央政治局委员、国务委员会第一副主席兼部长会议第一副主席迪亚斯·卡内尔
- 阿尔及利亚民族院议长本·萨拉赫
- 波兰众议院议长基达瓦-布翁斯卡（波兰语：Małgorzata Kidawa-Błońska）
- 朝鲜劳动党中央政治局委员、中央书记崔龙海
- 泰国副总理兼国防部长巴威

政府高级别代表（19位）
- 澳大利亚退伍军人事务部长罗纳尔森（英语：Michael Ronaldson）
- 巴西国防部长瓦格纳（葡萄牙语：Jaques Wagner）
- 法国外交部长法比尤斯
- 匈牙利外交部长西雅尔多
- 印度内政国务部长拉杰纳特·辛格
- 印尼人类发展与文化统筹部长普安
- 意大利外交与国际合作部长真蒂洛尼
- 利比亚外交部长达依里（英语：Mohammed al-Dairi）
- 马来西亚总理对华事务特使黄家定
- 荷兰国务大臣威灵克（英语：Herman Tjeenk Willink）
- 突尼斯国防部长奥沙尼（法语：Farhat Horchani）
- 新西兰前副总理麦金农（英语：Don McKinnon）
- 新加坡前副总理黄根成
- 英国前司法大臣克拉克

另外，加拿大、德国、卢森堡、美国、欧盟由其驻华大使作为政府代表出席。
国际和地区组织负责人（10位）
- 联合国秘书长潘基文
- 联合国教科文组织总干事博科娃
- 联合国工业发展组织总干事李勇
- 红十字国际委员会主席莫雷尔
- 独联体执行秘书列别杰夫
- 世界卫生组织总干事陈冯富珍
- 上海合作组织秘书长梅津采夫與地区反恐机构执委会主任张新枫
- 集体安全条约组织秘书长博尔久扎
- 亚洲相互协作与信任措施会议秘书处执行主任宫建伟

前政府要员（5位）
（以个人身份出席，并不代表官方政府）
- 前德国总理施罗德
- 前中国国民党主席連戰及夫人連方瑀
- 前日本首相村山富市 （因身體不適沒有出席，於北京的醫院留醫[24]）
- 前菲律宾总统埃斯特拉达
- 前圣马力诺执政官泰伦齐（英语：Gianfranco Terenzi）
- 前东帝汶总统奥尔塔
- 前英国首相布莱尔

其中，村山富市和泰伦齐还出席过六年前的2009年国庆阅兵。

### 特區長官
- 香港特别行政区行政长官梁振英與前行政长官曾蔭權
- 澳门特别行政区行政长官崔世安

## 媒体转播
此间，中国中央电视台投入了6大转播技术系统、89个摄像机位，使用了直升机航拍、摇臂摄像机、轨道摄像机、索道摄像机、微型摄像机等设备，提供了公用信号。中国中央电视台综合频道、财经频道、综艺频道、体育频道、军事·农业频道、科教频道、社会与法频道、新闻频道于北京时间9月3日早上7时30分至中午12时并机直播《纪念中国人民抗日战争暨世界反法西斯战争胜利70周年特别报道——胜利日》，而纪念大会亦包含于节目内，本次直播亦是中央电视台新闻频道第一次于非午夜时段在新址进行直播作业。此外，全国共有32家省级卫视频道、337家地市级主频道全程转播了仪式。中國大陸共有4.89亿电视观众收看此次直播，总收视率达到25.62%，总收视份额83.66%。
中央电视台《新闻联播》主播海霞、《新闻30分》主播崔志刚担任解说。
中文国际频道及各外语频道各自分别制作阅兵报道。播出时间分别为：
- 中文国际频道：07:30-12:00
- 英语新闻频道：07:00-12:00
- 法语频道：08:00-12:00
- 西语频道：07:30-11:45
- 阿语频道：07:30-12:00
- 俄语频道：08:00-11:45

中央人民广播电台第一套节目中国之声、对台广播第五套节目中华之声、对港澳地区广播第七套节目华夏之声从9时40分至11时40分进行汉语现场直播，各级广播电台主频率也同步转播了仪式。
中央人民广播电台《新闻和报纸摘要》主播朱卫东、《新闻纵横》及《全国新闻联播》主播林溪、军事观察员梁永春担任解说。
中国国际广播电台除环球资讯广播外，还使用了汉语普通话、英语、俄语、日语、德语等对外进行现场直播。
共有160个国家和地区的318家电视机构使用了中央电视台制作的纪念大会公用信号。香港方面，無線電視翡翠台、亞洲電視本港台和港内各大主流电视台实况转播此次阅兵式（转播央视公共信号并用粤语进行解说）。而無線明珠台、亞視國際台也在当天上午09:00-12:00转播CCTV-NEWS节目。澳视澳门台在当日10:00-12:00也有直播阅兵式。台湾的一些电视台也有在新闻节目随时插播阅兵式报道。国外各电视台如BBC World News、CNN International、RT、France 24等也有转播报道中国的阅兵式。

## 相關事件

阅兵期间空气污染大幅减少

### 大气污染联防联控
为保障阅兵期间空气质量，京津冀及周边省市实施了大气污染联防联控机制。
8月20日起，北京机动车单双号限行，公车全天停驶80%；金隅集团、首钢冷轧、同仁堂制药厂等部分企业停产限产；北京所有土石方、拆除工地停工。
8月23日起，天津市开始分期分批启动实施包括机动车单双号限行在内的全部最高一级应急减排措施，主干道路和中心城区每日机扫水洗在3次以上，关停煤电机组10套、346万千瓦，占全市总装机容量的36%，其余在运机组全部基本达到燃气排放标准，全市1,325家工业企业通过采取停产、限产或提高环保设施运行效率等措施，实现污染物整体减排近40%，全市所有施工工地和混凝土搅拌站已全部停止土石方作业，自8月28日起，又将停工范围扩大到所有与建设工程有关的生产活动一律停工。9月1日起，天津市范围内全天实行道路机动车（含外埠车辆）单双号限行措施。
河北省各地级市均实施机动车单双号限行措施（各地开始限行及结束的日期并不统一）。保定市自8月20日起全面启动各项保障措施，对纳入保障范围的工业企业实施限产停产，全市主要建筑工地停工。沧州市自8月24日起，开始全面启动各项保障措施，中小学延迟开学，运输土方、渣土和危险化学品车辆及低速载货汽车、三轮汽车、拖拉机一律停驶。邯郸市自8月26日起，主要空气污染物排放源邯郸钢铁集团按日制订详细停运设备减排和强化脱硫设施减排排班计划，28日至9月4日期间安全有序停限产，实现污染物减排50%以上。
山东省济南市济南蓝星和长城等企业停产，9月1日起，全市范围内禁止露天烧烤等。

### 网络管制
部分免费VPN服务、以及包括GoAgent在内的所有免费翻墙软件在北京阅兵前夕全部被大陸政府屏蔽。付费VPN服务商Astrill于8月26日发表通知称，阅兵期间其iOS客户端在中国大陆境内的使用可能会受到影响，另外iOS平台上的诸多免费VPN服务器也无法从大陸境内连接。大陸国内多家VPN服务提供商、加速器亦被政府约谈。基于Google Chrome扩展的大陸最大VPN提供商“红杏出墙”8月18日起受影响。2015年8月22日，Shadowsocks作者Clowwindy在GitHub上稱，警察在兩日前要求他停止開發並刪除其所有代碼。阅兵之后，对VPN服务的打压有所放松。
阅兵期间，根据公安部、工业和信息化部、教育部等部门的要求，多所高校校园内网络实施“紧急维护”。

### 习近平「左手敬礼」争议
习近平在检阅时11次用左手向军人敬礼，与《中国人民解放军队列条令》第四十九条相悖，引发大陸网友讨论。中共中央机关报《人民日报》官方微博当天发表了解释，其中包括那是“镜头角度误区”，习近平只是“在向三军将士招手致意”，并非是在行军礼，无所谓左右手，大陸媒体均引用了该文。
异议人士胡平和明镜集团执行总编辑陈小平接受美国之音采访表示，习近平行“左手礼”是一种明显不过的错误。香港《明镜》认为习近平“左手礼”是大事故，是“事先排练不够”闹出的乌龙。

### 范瑋琪微博曬娃被罵
閱兵當天，一些大陸和香港明星在微博發表愛國宣言，而美籍台灣歌手范瑋琪在微博發雙胞胎兒子照片，遭到網民抨擊，認為其「不合時宜」、「不愛國」，也有網友為其打抱不平，呼籲不要道德綁架。她事後刪文並道歉。

## 外部連結
- 中国各大网站相关專題：人民網（页面存档备份，存于）、新華網（页面存档备份，存于）、央視網（页面存档备份，存于）、新浪（页面存档备份，存于）、騰訊（页面存档备份，存于）、網易（页面存档备份，存于）、搜狐（页面存档备份，存于）、鳳凰網（页面存档备份，存于）、光明網（页面存档备份，存于）
- 央視-回看閱兵中的裝備科技（页面存档备份，存于）
- 人民網-胜利日阅兵装备看門道（页面存档备份，存于）